# Je suis venu pour elle (film, 2007)
Pour plus de détails, voir Fiche technique et Distribution.
Je suis venu pour elle est un film franco-italien réalisé par Ivan Taïeb sorti en 2009.

## Fiche technique
- Titre : Je suis venu pour elle
- Réalisation : Ivan Taïeb
- Scénario : Ivan Taïeb
- Son : Antonio Dolce
- Production : JLA Audiovisuel - S.D.P. Films
- Pays d’origine :  France -  Italie
- Durée : 85 minutes
- Date de sortie : France - 8 juillet 2009

## Distribution
- Ivan Taïeb
- Laure Marsac
- Anita Caprioli
- Yvan Attal